# Susan Velder

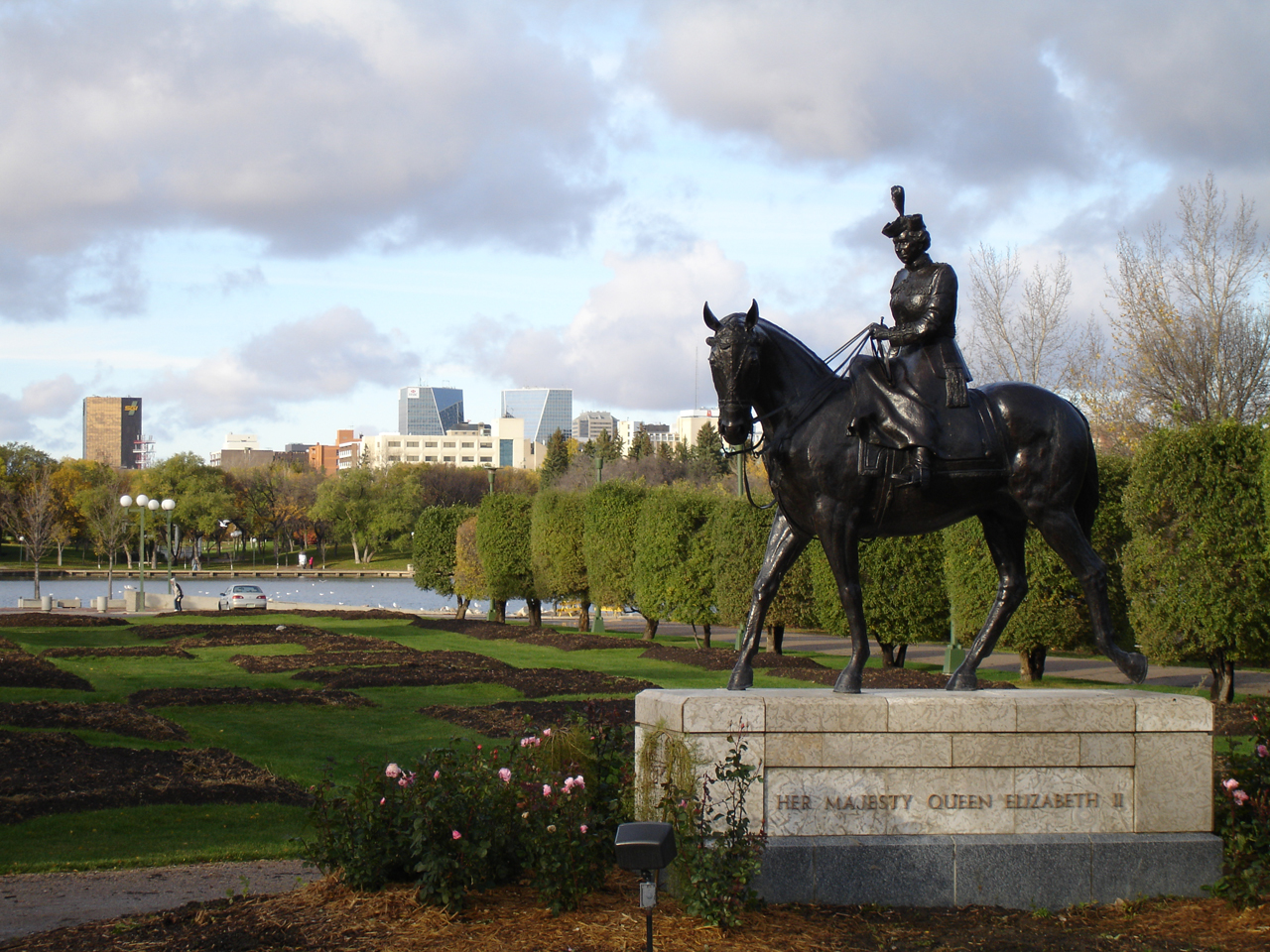
Statue von Königin Elisabeth II. in Regina, Saskatchewan

Susan Velder (* 1939) ist eine kanadische Bildhauerin und Malerin.
Susan Velder schloss ihr Studium am Alberta College of Art in Calgary, Alberta im Jahr 1977 ab. Danach absolvierte sie eine Ausbildung zur Kunstpädagogin an der University of Calgary und verließ Alberta im Jahr 1986 um nach Saskatchewan zu ziehen.
Velders Arbeit wurde in Einzelausstellungen und Gruppenausstellungen gezeigt und ist Bestandteil zahlreicher öffentlicher und privater Sammlungen. Sie hat zahlreiche öffentliche Skulpturen geschaffen aus Materialien wie Bronze, Beton und Stahl. Bekannte Werke sind beispielsweise „Emergence“ von 1977, auf dem Campus des Alberta College of Art and Design, eine lebensgroße Bronzestatue des deutschstämmigen Künstlers Berthold Imhoff (1998) in St. Walburg, Saskatchewan, eine Bronze-Büste des ehemaligen Premierministers von Saskatchewan Tommy Douglas für das Parlamentsgebäude von Saskatchewan und eine Statue von Königin Elisabeth II. auf ihrem Lieblingspferd Burmese, die sich vor dem Parlamentsgebäude von Saskatchewan befindet und im Jahr 2005 von der Königin selber eingeweiht wurde.
Susan Velder lebt in St. Walburg, Saskatchewan, und arbeitet dort.